# Kojamo
Kojamo é uma empresa finlandesa e que é o maior investidor em imóveis na Finlândia,a empresa oferece aluguel de moradias sob a marca Lumo.
A Kojamo foi fundada em 29 de janeiro de 1969 como uma cooperativa de aluguel de moradias e se chamava VVO, no final da década de 1970, a VVO já tinha 5.000 imóveis alugados em 28 cidades da Finlândia a cooperativa tornou-se uma sociedade de responsabilidade limitada em 1997 e no final da década de 1990, a empresa já tinha 35.000 moradias em 60 cidades.
Em 4 de abril de 2017, a VVO Group mudou de nome e passou a se chamar Kojamo,em um estudo de 2019 sobre o mercado imobiliário finlandês, a Kojamo foi apontada como o maior companhia no segmento do mercado de aluguel não subsidiado, com um estoque de 34.000 apartamentos.
Em dezembro de 2023, a Kojamo tinha 40.619 propriedades espalhadas pela Finlândia, sendo que 25.332 estão na região de Helsinque, 3.949 na região de Tampere, 2.122 na região de Turku e 9.216 nas demais regiões do país e o valor total das propriedades de mais de 8 bilhões de euros.
A sede da empresa fica na cidade de Helsinque, Finlândia.